# Línguas mom-quemeres

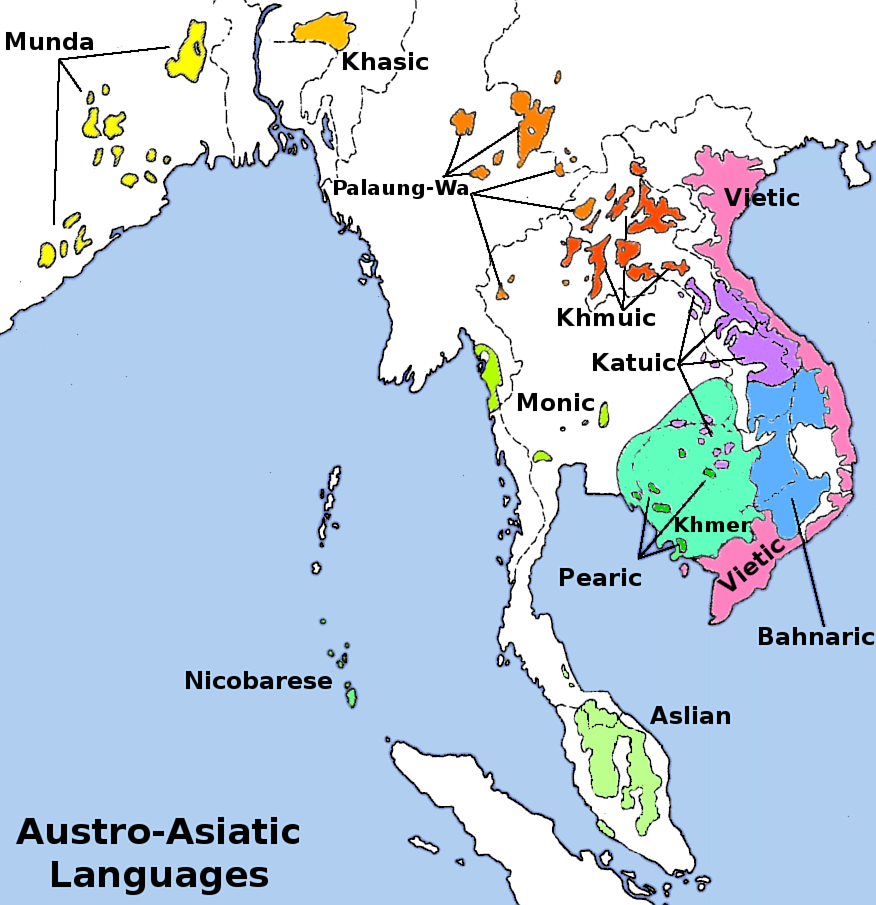
Repartição das Línguas austro-asiáticas, incluindo as línguas mom-quemeres

As línguas mom-quemeres são uma família linguística que inclui as línguas quemer do Camboja e a língua língua mon. São as línguas autóctones da Indochina. Com as línguas munda faladas na Índia, formam a família das Línguas austro-asiáticas.

## Classificação
- Línguas aslian (ao número de  18, Malásia peninsular)
- Mom-quemer oriental (67) :
  - Línguas bahnaricas (40)
    - Bahnarico occidental:
      - Jru'

    - Bahnarico central:
      - Tampuan

  - Línguas katuicas (19)
    - Katuico occidental:
      - Kuy
      - Nyeu

    - Katuico central:
      - Ta'oih superior

  - quemer (2)
  - Línguas pearicas (6)
- Línguas monicas (2, Taïlanda, Birmânia)
  - mon
  - nyahkur
- Línguas nicobar (6)
- Mom-quemer do Norte (38) :
  - Línguas khasicas (3, Bangladesh, Índia)
    - Khasi

  - Línguas khmuicas (13, Vietnam)
    - Khmu

  - Línguas palaungicas (21)
    - Palaungico oriental:
      - Lamet

    - Línguas waïcas:
      - Parauk
      - Awa
- Línguas palyu (2, China)
  - Palyu, pakan
- Línguas não classificadas (4, China)
  - Mang, kemie
- Línguas viet-muong (10, Vietname, Laos, Tailândia)

Certos linguistas as repartem em 11 grupos :
- O vietnamês no Vietname (66 a 73 milliãos de locutores)
- O quemer ou cambojano no Camboja, no  sul do Vietname e no nordeste da Tailândia (15 à 22 millions)
- As Línguas de certas populações autoctonas pré-malaias dos Orang Asli das serras do norte da Malásia, repartidas em três grupos, jahaïco, senoïco et semelaïco.
- O xmu ou khmu no norte do Laos
- As Línguas katuïcas no centro do Laos
- As Línguas bahnar no sul do Laos
- O mon no baixo-Salwin, no Myanmar (1 milião)
- O wa no halto-Salwin
- O khasi no Meghalaya, na Índia
- As Línguas nicobar nas Ilhas Nicobar
- O pear na costa do Camboja
- O palaung (ta-ang) no norte da Tailânda.